# 증도국민학교 도덕도분실
증도국민학교 도덕도분실은 전라남도 신안군 증도면 방축리(도덕섬)에 있었던 초등학교이다.

## 변천
- 1968년 4월 23일 증도국민학교 도덕도분실 개설 및 도서벽지학교 '을'급 지정
- 1982년 3월 1일 도서벽지학교 '병'급 조정
- 1983년 12월 1일 도서벽지학교 '을'급 조정
- 1986년 1월 1일 도서벽지학교 '나'급 조정
- 1988년 12월 31일 도덕도분실 폐실 및 증도국민학교 통폐합